# Weltcup der Nordischen Kombination 1986/87
Die Weltcupsaison 1986/87 der Nordischen Kombination begann am 6. und 7. Dezember 1986 mit einem Teamwettbewerb im US-amerikanischen Biwabik und endete am 19. März 1987 am Holmenkollen bei Oslo. Während der Saison fanden vom 12. bis 21. Februar 1987 die Nordischen Skiweltmeisterschaften im bayerischen Oberstdorf (Landkreis Oberallgäu) statt, deren Wettkämpfe auch in die Weltcup-Gesamtwertungen mit einflossen. Anders als in den Jahren zuvor, als der Weltcup aus sieben Einzelrennen bestand, wurden in der Saison erstmals zehn Weltcuprennen ausgetragen. Die Gesamtwertung konnte schließlich der Norweger Torbjørn Løkken vor dem Vorjahressieger Hermann Weinbuch und dem Schweizer Hippolyt Kempf für sich entscheiden. Kempf konnte zudem mit seinem Sieg in Oberwiesenthal den ersten Weltcuperfolg für die Schweiz erringen. Erstmals wurde ein Weltcup-Bewerb an nur einem Tag durchgeführt. Für den zweiten schweizerischen Erfolg der Saison sorgte schließlich Fredy Glanzmann, für den dies jedoch neben dem ersten auch zugleich der einzige Weltcuperfolg seiner Karriere gewesen ist. Ebenso erging es letztlich dem Deutschen Hubert Schwarz und Wassili Sawin, der den ersten Sieg im Weltcup der Nordischen Kombination für die Sowjetunion im heimischen Leningrad, dem heutigen Sankt Petersburg, holte.

## Punktesystem
Für die Einzelwettbewerbe gab es folgende Punkteverteilung, wobei die jeweils drei schlechtesten Resultate in der Gesamtwertung gestrichen wurden. In die Nationenwertung flossen neben den Punkten für die Teamwettbewerbe alle gewonnenen Punkte der Athleten ohne Streichergebnisse mit ein.
| Platz  | Platz  | 1  | 2  | 3  | 4  | 5  | 6  | 7  | 8  | 9 | 10 | 11 | 12 | 13 | 14 | 15 |
| Einzel | Einzel | 25 | 20 | 15 | 12 | 11 | 10 | 9  | 8  | 7 | 6  | 5  | 4  | 3  | 2  | 1  |
| Team   | Team   | 80 | 70 | 60 | 50 | 40 | 30 | 20 | 10 | – | –  | –  | –  | –  | –  | –  |

## Austragungsorte
| Biwabik |

| Calgary |

| Oberwiesenthal |

| Schonach |

| Reit i. W. |

| Autrans |

| Oberstdorf |

| Lahti |

| Falun |

| Leningrad |

| Oslo |

## Ergebnisse und Wertungen

### Weltcup-Übersicht
| Datum                                                                   | Austragungsort | Disziplin          | Sieger                                                       | Zweiter                                                       | Dritter                                                      |
| ----------------------------------------------------------------------- | -------------- | ------------------ | ------------------------------------------------------------ | ------------------------------------------------------------- | ------------------------------------------------------------ |
| 06./07.12.1986                                                          | Biwabik        | Team K72/3 × 10 km | NorwegenEspen Andersen John Riiber Torbjørn Løkken           | SowjetunionSergei Tscherwjakow Andrei Dundukow Allar Levandi  | Japan                                                        |
| 13.12.1986                                                              | Calgary        | Einzel K89/15 km   | Torbjørn Løkken                                              | Espen Andersen                                                | Allar Levandi                                                |
| 30.12.1986                                                              | Oberwiesenthal | Einzel K90/15 km   | Hippolyt Kempf                                               | Allar Levandi                                                 | Ján Klimko                                                   |
| 03.01.1987                                                              | Schonach       | Einzel K90/15 km   | Hubert Schwarz                                               | Wassili Sawin                                                 | Hippolyt Kempf                                               |
| 10.01.1987                                                              | Reit im Winkl  | Einzel K90/15 km   | Fredy Glanzmann                                              | Torbjørn Løkken                                               | Klaus Sulzenbacher                                           |
| 17.01.1987                                                              | Autrans        | Einzel K90/15 km   | Torbjørn Løkken                                              | Fredy Glanzmann                                               | Klaus Sulzenbacher                                           |
| 12. bis 21. Februar 1987 Nordische Skiweltmeisterschaften in Oberstdorf |                |                    |                                                              |                                                               |                                                              |
| 13./14.02.1987 1                                                        | Oberstdorf     | Einzel K88/15 km   | Torbjørn Løkken                                              | Trond-Arne Bredesen                                           | Hermann Weinbuch                                             |
| 19.02.1987                                                              | Oberstdorf     | Team K90/3 × 10 km | BR DeutschlandHermann Weinbuch Hans-Peter Pohl Thomas Müller | NorwegenHallstein Bøgseth Trond-Arne Bredesen Torbjørn Løkken | SowjetunionSergei Tscherwjakow Andrei Dundukow Allar Levandi |
| 27.02.1987                                                              | Lahti          | Einzel K88/15 km   | Thomas Müller                                                | Hermann Weinbuch                                              | Hubert Schwarz                                               |
| 06.03.1987                                                              | Falun          | Einzel K89/15 km   | Torbjørn Løkken                                              | Thomas Müller                                                 | Hermann Weinbuch                                             |
| 13.03.1987                                                              | Leningrad      | Einzel K88/15 km   | Wassili Sawin                                                | Hermann Weinbuch                                              | Thomas Müller                                                |
| 21.03.1987                                                              | Oslo           | Einzel K105/15 km  | Hermann Weinbuch                                             | Trond-Arne Bredesen                                           | Torbjørn Løkken                                              |

### Wertungen
| Rang | Name                | Punkte |
| ---- | ------------------- | ------ |
| 01.  | Torbjørn Løkken     | 146    |
| 02.  | Hermann Weinbuch    | 103    |
| 03.  | Hippolyt Kempf      | 091    |
| 04.  | Hubert Schwarz      | 089    |
| 05.  | Thomas Müller       | 087    |
| 06.  | Allar Levandi       | 074    |
| 07.  | Wassili Sawin       | 073    |
| 08.  | Trond Arne Bredesen | 071    |
| 09.  | Klaus Sulzenbacher  | 069    |
| 10.  | Fredy Glanzmann     | 052    |
| 11.  | Hallstein Bøgseth   | 051    |
| 12.  | Espen Andersen      | 050    |
| 13.  | Hans-Peter Pohl     | 049    |
| 14.  | Andrei Dundukow     | 040    |
| 15.  | Andreas Schaad      | 029    |

| Rang | Name                | Punkte |
| ---- | ------------------- | ------ |
| 16.  | Ján Klimko          | 024    |
| 17.  | Jouko Parviainen    | 023    |
|      | Tadeusz Bafia       | 023    |
| 19.  | Sergei Tscherwjakow | 019    |
|      | Masashi Abe         | 019    |
| 21.  | Günter Csar         | 018    |
| 22.  | Uwe Dotzauer        | 017    |
|      | Sergei Sawjalow     | 017    |
| 24.  | Knut Leo Abrahamsen | 015    |
| 25.  | Jukka Ylipulli      | 013    |
|      | Fabrice Guy         | 013    |
| 27.  | Dirk Kramer         | 012    |
| 28.  | Arne Orderløkken    | 010    |
| 29.  | Thomas Prenzel      | 009    |
| 30.  | Miroslav Kopal      | 008    |

| Rang | Name                 | Punkte |
| ---- | -------------------- | ------ |
| 31.  | Alexander Dowitschew | 006    |
| 32.  | Gian-Paolo Mosele    | 005    |
|      | Bård Jørgen Elden    | 005    |
| 34.  | Francis Repellin     | 004    |
|      | Sami Leinonen        | 004    |
|      | John Riiber          | 004    |
| 37.  | Hideki Miyazaki      | 003    |
|      | Stefan Späni         | 003    |
| 39.  | Jean-Pierre Bohard   | 002    |
|      | Sergei Nikiforow     | 002    |
| 41.  | Werner Schwarz       | 001    |
|      | Thomas Donaubauer    | 001    |
|      | Marko Frank          | 001    |

| Endstand nach zwölf Wettbewerben |                    |        |
| \| Rang \| Name \| Punkte \| \| ---- \| ------------------ \| ------ \| \| 01. \| Norwegen \| 511 \| \| 02. \| BR Deutschland \| 453 \| \| 03. \| Sowjetunion \| 361 \| \| 04. \| Schweiz \| 224 \| \| 05. \| Österreich \| 183 \| \| 06. \| Japan \| 082 \| \| 07. \| Finnland \| 060 \| \| 08. \| DDR \| 057 \| \| 09. \| Vereinigte Staaten \| 050 \| \| 10. \| Tschechoslowakei \| 032 \| \| 11. \| Polen \| 023 \| \| 12. \| Frankreich \| 019 \| \| 13. \| Italien \| 005 \| |                    |        |
| Rang | Name               | Punkte |
| 01. | Norwegen           | 511    |
| 02. | BR Deutschland     | 453    |
| 03. | Sowjetunion        | 361    |
| 04. | Schweiz            | 224    |
| 05. | Österreich         | 183    |
| 06. | Japan              | 082    |
| 07. | Finnland           | 060    |
| 08. | DDR                | 057    |
| 09. | Vereinigte Staaten | 050    |
| 10. | Tschechoslowakei   | 032    |
| 11. | Polen              | 023    |
| 12. | Frankreich         | 019    |
| 13. | Italien            | 005    |

### Detaillierte Ergebnisse
| Rang | Nat.                                    | Athlet               | Alter 1 |        |                                         | SP          |             |            | WM          | LG       |          |             | HSF      | Punkte |
| Rang | Nat.                                    | Athlet               | Alter 1 | Kanada | Deutschland Demokratische Republik 1949 | Deutschland | Deutschland | Frankreich | Deutschland | Finnland | Schweden | Sowjetunion | Norwegen | Punkte |
| ---- | --------------------------------------- | -------------------- | ------- | ------ | --------------------------------------- | ----------- | ----------- | ---------- | ----------- | -------- | -------- | ----------- | -------- | ------ |
| 01   | Norwegen                                | Torbjørn Løkken      | 23      | 1      | —                                       | 7           | 2           | 1          | 1           | 5        | 1        | —           | 3        | 146    |
| 02   | Deutschland BR                          | Hermann Weinbuch     | 27      | —      | 11                                      | 14          | 13          | —          | 3           | 2        | 3        | 2           | 1        | 103    |
| 03   | Schweiz                                 | Hippolyt Kempf       | 21      | 6      | 1                                       | 3           | 4           | 5          | 6           | 15       | 8        | —           | 8        | 91     |
| 04   | Deutschland BR                          | Hubert Schwarz       | 26      | —      | 7                                       | 1           | 6           | —          | DNF         | 3        | 9        | 4           | 5        | 89     |
| 05   | Deutschland BR                          | Thomas Müller        | 26      | —      | —                                       | 12          | 9           | —          | 10          | 1        | 2        | 3           | 6        | 87     |
| 06   | Sowjetunion                             | Allar Levandi        | 21      | 3      | 2                                       | 5           | 7           | —          | 4           | 18       | —        | 9           | —        | 74     |
| 07   | Sowjetunion                             | Wassili Sawin        | 19      | 7      | 8                                       | 2           | —           | —          | 11          | 16       | —        | 1           | 10       | 73     |
| 08   | Norwegen                                | Trond Arne Bredesen  | 20      | 8      | —                                       | 4           | —           | —          | 2           | 14       | 7        | —           | 2        | 71     |
| 09   | Osterreich                              | Klaus Sulzenbacher   | 22      | 10     | 5                                       | —           | 3           | 3          | 5           | 11       | 10       | —           | 11       | 69     |
| 10   | Schweiz                                 | Fredy Glanzmann      | 23      | 12     | 15                                      | 15          | 1           | 2          | DNF         | 23       | 15       | 19          | 29       | 52     |
| 11   | Norwegen                                | Hallstein Bøgseth    | 32      | —      | 18                                      | 11          | 5           | 6          | 12          | 13       | 17       | 7           | 7        | 51     |
| 12   | Norwegen                                | Espen Andersen       | 25      | 2      | —                                       | 13          | 8           | 8          | 13          | 12       | 12       | —           | 18       | 50     |
| 13   | Deutschland BR                          | Hans-Peter Pohl      | 22      | —      | —                                       | 9           | —           | —          | 8           | 4        | 4        | 6           | —        | 49     |
| 14   | Sowjetunion                             | Andrei Dundukow      | 20      | —      | 14                                      | —           | —           | —          | 14          | 6        | 5        | 5           | 12       | 40     |
| 15   | Schweiz                                 | Andreas Schaad       | 21      | 9      | 25                                      | 30          | 10          | 4          | 26          | DNF      | 19       | 12          | 39       | 29     |
| 16   | Tschechoslowakei                        | Ján Klimko           | 26      | —      | 3                                       | 23          | —           | —          | 7           | —        | —        | —           | —        | 24     |
| 17   | Finnland                                | Jouko Parviainen     | 29      | 4      | 13                                      | —           | 15          | —          | 16          | 9        | —        | —           | —        | 23     |
| 17   | Polen                                   | Tadeusz Bafia        | 22      | —      | —                                       | —           | —           | —          | 21          | 10       | 11       | —           | 4        | 23     |
| 19   | Sowjetunion                             | Sergei Tscherwjakow  | 28      | 11     | 4                                       | —           | 14          | —          | 19          | —        | —        | —           | —        | 19     |
| 19   | Japan                                   | Masashi Abe          | 21      | —      | —                                       | —           | —           | —          | 27          | 7        | 6        | —           | 17       | 19     |
| 21   | Osterreich                              | Günter Csar          | 21      | 5      | —                                       | —           | —           | 11         | 18          | 19       | 14       | —           | 20       | 18     |
| 22   | Deutschland Demokratische Republik 1949 | Uwe Dotzauer         | 28      | —      | 9                                       | 6           | 20          | —          | —           | —        | —        | —           | —        | 17     |
| 22   | Sowjetunion                             | Sergei Sawjalow      | 22      | —      | —                                       | —           | —           | —          | —           | 8        | —        | 14          | 9        | 17     |
| 24   | Norwegen                                | Knut Leo Abrahamsen  | 24      | —      | —                                       | —           | 23          | 9          | —           | 17       | —        | 8           | —        | 15     |
| 25   | Finnland                                | Jukka Ylipulli       | 24      | 13     | 6                                       | —           | —           | —          | DNF         | —        | —        | —           | —        | 13     |
| 25   | Frankreich                              | Fabrice Guy          | 18      | —      | —                                       | —           | —           | 7          | —           | 20       | 13       | —           | 15       | 13     |
| 27   | Deutschland BR                          | Dirk Kramer          | 26      | —      | 10                                      | 21          | —           | 10         | 23          | 21       | 18       | —           | —        | 12     |
| 28   | Norwegen                                | Arne Orderløkken     | 21      | —      | 20                                      | 10          | 12          | —          | —           | —        | —        | —           | —        | 10     |
| 29   | Deutschland Demokratische Republik 1949 | Thomas Prenzel       | 18      | —      | —                                       | —           | —           | —          | 9           | —        | —        | —           | 14       | 9      |
| 30   | Tschechoslowakei                        | Miroslav Kopal       | 24      | —      | 30                                      | 8           | 18          | —          | 24          | —        | —        | —           | —        | 8      |
| 31   | Sowjetunion                             | Alexander Dowitschew | —       | —      | —                                       | —           | —           | —          | —           | —        | —        | 10          | —        | 6      |
| 32   | Italien                                 | Gian-Paolo Mosele    | 25      | —      | —                                       | —           | 11          | —          | 17          | —        | —        | —           | —        | 5      |
| 32   | Norwegen                                | Bård Jørgen Elden    | 18      | —      | —                                       | —           | —           | —          | —           | —        | —        | 11          | —        | 5      |
| 34   | Frankreich                              | Francis Repellin     | 18      | —      | —                                       | —           | —           | 12         | —           | 41       | —        | —           | —        | 4      |
| 34   | Finnland                                | Sami Leinonen        | 23      | —      | 12                                      | —           | —           | —          | 25          | 26       | —        | —           | 16       | 4      |
| 34   | Norwegen                                | John Riiber          | 21      | 15     | —                                       | —           | 26          | —          | —           | —        | 27       | 13          | —        | 4      |
| 37   | Japan                                   | Hideki Miyazaki      | 24      | —      | —                                       | —           | —           | —          | 36          | 24       | —        | —           | 13       | 3      |
| 37   | Schweiz                                 | Stefan Späni         | 21      | 26     | 39                                      | 27          | 34          | 13         | DNF         | DNS      | 39       | —           | 37       | 3      |
| 39   | Frankreich                              | Jean-Pierre Bohard   | 18      | —      | —                                       | —           | —           | 14         | —           | 35       | —        | —           | —        | 2      |
| 39   | Sowjetunion                             | Sergei Nikiforow     | 20      | 14     | —                                       | —           | —           | —          | —           | 33       | —        | —           | —        | 2      |
| 41   | Osterreich                              | Werner Schwarz       | 23      | —      | —                                       | —           | —           | 15         | 31          | —        | —        | —           | —        | 1      |
| 41   | Deutschland BR                          | Thomas Donaubauer    | 21      | —      | —                                       | —           | —           | —          | —           | 30       | —        | 15          | —        | 1      |
| 41   | Deutschland Demokratische Republik 1949 | Marko Frank          | 18      | —      | —                                       | —           | —           | —          | 15          | —        | —        | —           | —        | 1      |
| Rang | Nat.                                    | Athlet               | Alter   | Kanada | Deutschland Demokratische Republik 1949 | Deutschland | Deutschland | Frankreich | Deutschland | Finnland | Schweden | Sowjetunion | Norwegen | Punkte |
| Rang | Nat.                                    | Athlet               | Alter   | [ 9 ]  | [ 10 ]                                  | [ 11 ]      | [ 12 ]      | [ 13 ]     | WM          | [ 14 ]   | [ 15 ]   | [ 16 ]      | [ 17 ]   | Punkte |